# The Blues Is Now
The Blues Is Now — студійний альбом американського блюзового співака Джиммі Візерспуна за участі органіста Бразер Джека Макдаффа, випущений у 1967 року лейблом Verve.

## Опис
Співак Джиммі Візерспун записав серію чудових альбомів на лейблі Verve наприкінці 1960-х. The Blues Is Now є безсумнівно одним з найкращих цих записів. Йому тут акомпанують джазові музиканти: органіст Бразер Джек Макдафф (який також виступив як диригент і аранжувальник), саксофоністи Лео Джонсон і Денні Тернер, гітарист Мелвін Спаркс, басист Джимі Меррітт і ударник Рей Епплтон.
Серед пісень виділяються «My Baby's Quit Me» та власна «Late One Evening».

## Список композицій
1. «Sweet Slumber» (Ел Нейбург, Генрі Вуд, Лакі Мілліндер) — 3:49
2. «I'm Gonna Move to the Outskirts of Town» (Енді Разаф, Вільям Велдон) — 2:39
3. «Past Forty Blues» (Джиммі Візерспун, Роберт Лі Роуч) — 4:40
4. «S.K. Blues» (Сондерс Кінг) — 2:21
5. «Late One Evening» (Джиммі Візерспун) — 3:06
6. «Part Time Woman» (Джиммі Візерспун) — 3:30
7. «Good Rocking Tonight» (Рой Браун) — 2:09
8. «I Won't Tell a Soul (I Love You)» (Х'югі Чарльз, Росс Паркер) — 4:41
9. «My Baby's Quit Me» (Док Помус, Джо Кукуліс) — 3:07
10. «My Money's Long This Morning, Baby» (Девід Паркер) — 2:09

## Учасники запису
- Джиммі Візерспун — вокал
- Джек Макдафф — орган, диригування, аранжування
- Лео Джонсон, Денні Тернер — альт-саксофон, тенор-саксофон, флейта
- Мелвін Спаркс — гітара
- Джимі Меррітт — бас
- Рей Епплтон — ударні

Технічний персонал
- Лью Футтермен — продюсер
- Вел Валентайн — інженер
- Ейсі Р. Леман — дизайн
- Ненсі Рейнер — малюнок обкладинки